# Eva Sangiorgi
Eva Sangiorgi (Faenza, 1978) es consultora de programación, productora y actualmente es directora del festival de Cine de Viena, VIENNALE.

## Carrera
Estudió ciencias de la comunicación en la Universidad de Bolonia, casi al término de sus estudios de licenciatura por medio de un intercambio llega a la Ciudad de México a realizar una investigación sobre prensa escrita.
En México realizó estudios de posgrado en la Universidad Nacional Autónoma de México recibiéndose como Maestra en Historia del Arte.
Fundadora y directora del Festival Internacional de Cine UNAM, FICUNAM, desde su creación en 2010, hasta 2018. 
Presentadora del programa de cine "Cinemateca" en TV UNAM, México. 
Fundadora y directora de la Residencia Catorce y de la Residencia Xilitla, para escritura de guion y actuación en San Luis Potosí México. 
Ha sido consultora de programación del Baja Festival Internacional de Cine, del Festival Internacional de Cine Contemporáneo de la Ciudad de México (FICCO) y de Cinema Planeta.